# Sarnovîci, Korosten
Sarnovîci (în ucraineană Сарновичі) este o comună în raionul Korosten, regiunea Jîtomîr, Ucraina, formată numai din satul de reședință.

## Demografie
Componența lingvistică a comunei Sarnovîci
     Ucraineană (99,22%)
     Alte limbi (0,78%)
Conform recensământului din 2001, majoritatea populației comunei Sarnovîci era vorbitoare de ucraineană (99,22%), existând în minoritate și vorbitori de alte limbi.